# Łomy, Lubusz
Łomy (română Răngi, germană Lahmo, în Limba sorabă: Luz răngi) este un sat în Polonia, situat în Voievodatul Lubusz, în județul Krosno, în orașul Gubin pe malul  râului Łomianką. În anii 1975-1998 localitatea a aparținut administrativ de regiunea Zielona Gora. Înainte de 1945, satul era parte din Germania.
Satul este menționat în anul 1316 sub numele german de Wiesensee. Mai târziu, a apărut sub numele de  Lome (1416), Lohme (1524) și mai târziu Lahmo. În anul 1817 a aparținut mănăstirii Neuzelle. Între 1416 și 1426 este menționat în înregistrările istorice ca zonă locuită de o comunitate de apicultori. Satul este caracterizat de clădiri din secolul al XVIII-lea și până în secolul al XX-lea. Conform Registrului de la Institutul Național al Patrimoniului monumentelor istorice sunt înscrise casele nr. 28, nr. 34 și  nr. 3 cu ani de construcție din perioada 1723-1746.